# Militär-Wochenblatt

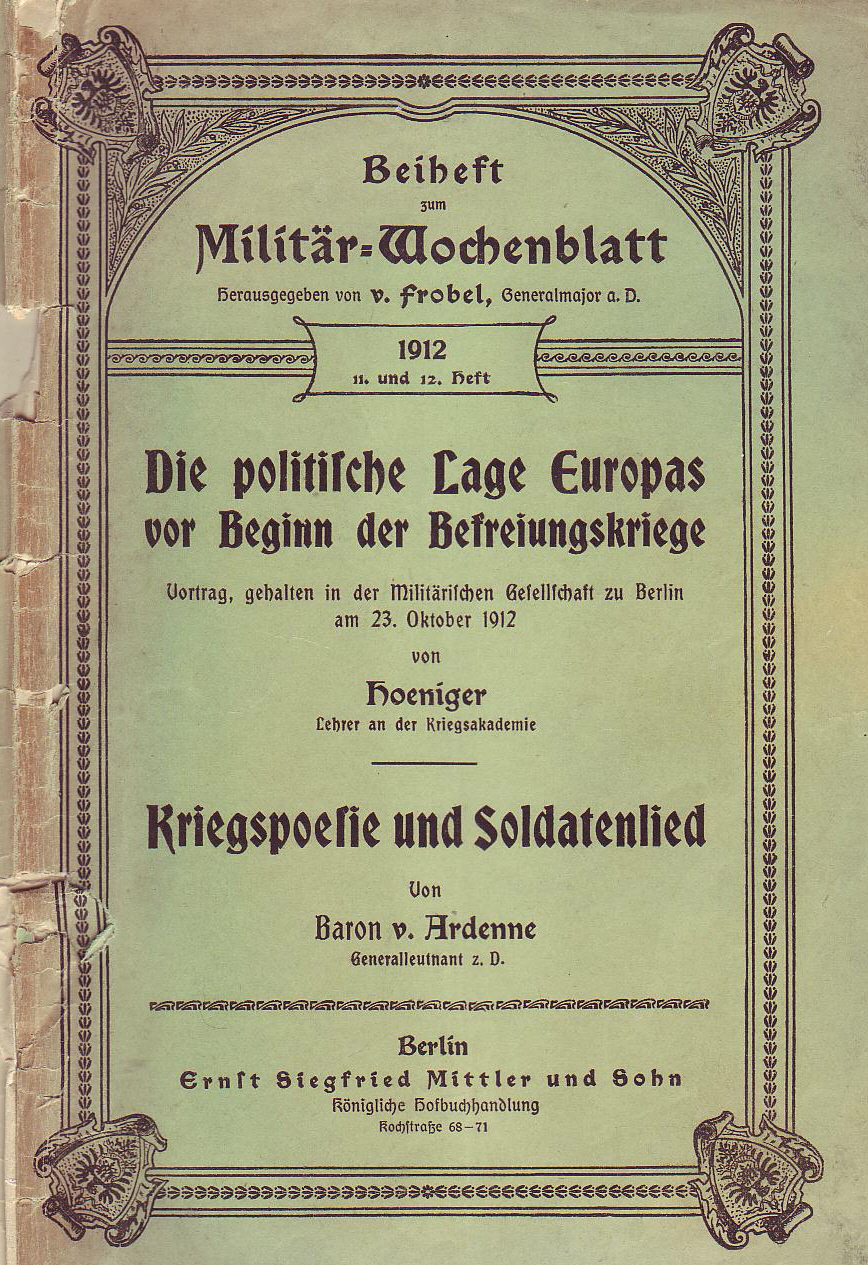
Ausgabe der Beihefte zum Militärwochenblatt aus dem Jahre 1912

Das Militär-Wochenblatt (anfangs: Militair-Wochenblatt) war eine führende militärische Fachzeitschrift, die von 1816 bis 1943 zweimal wöchentlich, anfangs wöchentlich, in Berlin erschien.

## Geschichte
Die Gründung der Zeitschrift erfolgte im Jahre 1816 durch Oberst Rühle von Lilienstern (1780–1847), Chef der Kriegsgeschichtlichen Abteilung des preußischen Generalstabes, und Karl von Decker (1784–1844), Leiter des topographischen Büros des Generalstabes. Die Zeitschrift erhielt vom Kriegsministerium die Erlaubnis, amtliche Erlasse, Verfügungen und Personalnachrichten des preußischen Offizierskorps zu veröffentlichen. Gedruckt wurde das Blatt im Verlag von Ernst Siegfried Mittler (1785–1870). Die Zeitschrift hatte einen großen Leserkreis. Sie sollte die Armeeangehörigen informieren und sie animieren, sich mit Militärgeschichte zu beschäftigen.
Im Jahre 1824 übernahm der Generalstab selbst die Leitung der Zeitschrift, wodurch sie zu einem amtlichen Organ der preußischen Armee wurde. Dieser Schritt erfolgte aufgrund einer Polemik, welche im Militär-Wochenblatt erschienen war. Der Generalstab sah in dem Journal jedoch auch eine willkommene Möglichkeit, „schnell und entscheidend auf den Geist der Offiziere und dadurch auf die Armee zu wirken“ (General Müffling, 1824). Neben den amtlichen Nachrichten konzentrierte sich das Hauptaugenmerk der Autoren auf die zeitgenössische Entwicklung des Militärwesens. Die Aufgabe der Zeitschrift bestand offiziell darin, „durch eine zweckmäßige Auswahl von Aufsätzen zur wahren Ausbildung des jüngeren Teils der Offiziere der Armee beizutragen.“
Wissenschaftliche Arbeiten erschienen ab 1843, nach der Lockerung der Zensurbestimmungen, nur noch in den „Beiheften zum Militär-Wochenblatt“. Ab 1848 entfiel die Zensur vollkommen, doch das Kriegsministerium war noch immer besorgt um die Wahrung von Dienstgeheimnissen und erließ deshalb Vorschriften für die Veröffentlichung von militärischen Aufsätzen. Das Militär-Wochenblatt gliederte sich zu diesem Zeitpunkt in einen amtlichen Teil mit Personalnachrichten und einen nicht amtlichen Teil mit Rezensionen. Diese Unterteilung änderte sich ab 1861 unter der Regierung Wilhelms I., welcher wünschte, dass das Journal wieder eher den Charakter einer militärischen Fachzeitschrift erhalten solle. Vom 1. April 1867 wurden sämtliche amtlichen Mitteilungen im "Armee-Verordnungsblatt" veröffentlicht. Das Militär-Wochenblatt wurde jedoch wieder eine öffentliche Zeitschrift. Die Leitung wurde einem inaktiven Offizier übertragen, der vom Kriegsministerium und dem Generalstab unterstützt wurde. Die Aufsätze und Beiträge wurden von Offizieren eingeschickt und nach eingehender Prüfung veröffentlicht.
Während des Deutsch-Französischen Krieges 1870/71 erschien täglich eine Ausgabe mit den aktuellen Kriegsberichten. Eine weitere Beilage war ab 1883 die „Militär-Literatur-Zeitung“, die Rezensionen, Annotationen und Literaturankündigungen enthielt. Auch während des Ersten Weltkrieges erschien die Zeitschrift dreimal wöchentlich mit Nachrichten vom Kriegsverlauf und personellen Veränderungen innerhalb der Armee. Nach dem Krieg erschien die Zeitschrift ab 1919 unter dem Titel „Unabhängige Zeitschrift für die deutsche Wehrmacht“ und versuchte inhaltlich die Erfahrungen des Weltkrieges zu verarbeiten. In den 30er Jahren verlor sie aber gegenüber anderen militärischen Publikationen, wie z. B. der Militärwissenschaftlichen Rundschau, an Bedeutung. Bis zu ihrer Einstellung im Jahre 1942 blieb sie jedoch offiziöses Organ der Wehrmachtsführung.

## Schriftleiter/Chefredakteure (Auswahl)
- 1823–1850: Johann Christian August Wagner
- 1850–1855: Eduard von Fransecky
- 1855–1861: Karl Rudolf von Ollech
- 1861–1862: Gustav von Stiehle
- 1862–1864: Petersen
- 1864–1865: von Quistorp
- 1865–1867: Julius von Verdy du Vernois
- 1867–1873: Adolf Borbstaedt
- 1873–1880: August von Witzleben
- 1880–1889: Heinrich von Löbell
- 1889–1899: Eggert Ludwig von Estorff
- 1899–1913: Guido von Frobel
- 1913–1919: Bodo von Scriba
- 1919–1934: Constantin von Altrock
- 1934–1942: Georg Wetzell